# Макаренко Андрій Вікторович
Андрі́й Ві́кторович Мака́ренко — капітан Міністерства внутрішніх справ України.

## З життєпису
Станом на лютий 2018 року — заступник начальника управління «КОРД», начальник відділу організаційного забезпечення (ГУНП в Дніпропетровській області). Проживає з дружиною й сином у місті Дніпро.

## Нагороди
21 жовтня 2014 року — за особисту мужність і героїзм, виявлені у захисті державного суверенітету та територіальної цілісності України, вірність військовій присязі під час російсько-української війни, відзначений — нагороджений орденом Данила Галицького.